# 多花木蓝
多花木蓝（学名：Indigofera amblyantha）为豆科木蓝属下的一个种。

## 扩展阅读
- 維基物種上的相關：多花木蓝